# Seznam dílů seriálu Záhady Frankie Drakeové
Toto je seznam dílů seriálu Záhady Frankie Drakeové.

## Přehled řad
| Řada | Díly | Premiéra v Kanadě | Premiéra v Kanadě  | Premiéra v ČR     | Premiéra v ČR      |
| Řada | Díly | První díl         | Poslední díl       | První díl         | Poslední díl       |
| ---- | ---- | ----------------- | ------------------ | ----------------- | ------------------ |
| 1    | 11   | 6. listopadu 2017 | 5. února 2018      | 5. listopadu 2018 | 19. listopadu 2018 |
| 2    | 10   | 24. září 2018     | 26. listopadu 2018 | 4. února 2019     | 14. února 2019     |
| 3    | 10   | 16. září 2019     | 2. prosince 2019   | 7. ledna 2020     | 10. března 2020    |
| 4    | 10   | 4. ledna 2021     | 8. března 2021     | 23. března 2021   | 25. května 2021    |

## Seznam dílů

### První řada (2017–2018)
| Č. v seriálu | Č. v řadě | Původní název          | Český název           | Režie           | Scénář                 | Premiéra v Kanadě  | Premiéra v ČR (Epic Drama) |
| ------------ | --------- | ---------------------- | --------------------- | --------------- | ---------------------- | ------------------ | -------------------------- |
| 1            | 1         | Mother of Pearl        | Perleť                | Ruba Nadda      | Michelle Ricci         | 6. listopadu 2017  | 5. listopadu 2018          |
| 2            | 2         | Ladies in Red          | V přestrojení         | Ruba Nadda      | Cal Coons              | 13. listopadu 2017 | 6. listopadu 2018          |
| 3            | 3         | Summer in the City     | Léto ve městě         | Norma Bailey    | Carol Hay              | 20. listopadu 2017 | 7. listopadu 2018          |
| 4            | 4         | Healing Hands          | Léčivé ruce           | Sudz Sutherland | Andrew Burrows-Trotman | 27. listopadu 2017 | 8. listopadu 2018          |
| 5            | 5         | Out of Focus           | Mimo střed pozornosti | Sudz Sutherland | John Callaghan         | 4. prosince 2017   | 9. listopadu 2018          |
| 6            | 6         | Whisper Sisters        | Noční střelba         | Leslie Hope     | Adriana Maggs          | 11. prosince 2017  | 12. listopadu 2018         |
| 7            | 7         | Ties That Bind         | Pevná pouta           | Eleanor Lindo   | Carol Hay              | 8. ledna 2018      | 13. listopadu 2018         |
| 8            | 8         | The Pilot              | Pilotní díl           | Leslie Hope     | Carol Hay              | 15. ledna 2018     | 14. listopadu 2018         |
| 9            | 9         | Ghosts                 | Duchové               | Peter Stebbings | Ian Carpenter          | 22. ledna 2018     | 15. listopadu 2018         |
| 10           | 10        | Anastasia              | Anastázie             | Cal Coons       | Michelle Ricci         | 29. ledna 2018     | 16. listopadu 2018         |
| 11           | 11        | Once Burnt Twice Spied | Záhadný telefonát     | Peter Stebbings | Michelle Ricci         | 5. února 2018      | 19. listopadu 2018         |

### Druhá řada (2018)
| Č. v seriálu | Č. v řadě | Původní název                    | Český název                  | Režie           | Scénář                 | Premiéra v Kanadě  | Premiéra v ČR  |
| ------------ | --------- | -------------------------------- | ---------------------------- | --------------- | ---------------------- | ------------------ | -------------- |
| 12           | 1         | The Old Switcheroo               | Stará známá záměna           | Ruba Nadda      | Carol Hay              | 24. září 2018      | 4. února 2019  |
| 13           | 2         | Last Dance                       | Poslední tanec               | Ruba Nadda      | James Hurst            | 1. října 2018      | 5. února 2019  |
| 14           | 3         | Radio Daze                       | Pohřešovaný                  | Cal Coons       | Ruba Nadda             | 8. října 2018      | 6. února 2019  |
| 15           | 4         | Emancipation Day                 | Den emancipace               | Ruba Nadda      | Andrew Burrows-Trotman | 15. října 2018     | 7. února 2019  |
| 16           | 5         | Dressed to Kill                  | Oblečeni na vraždu           | Sudz Sutherland | Jessie Gabe            | 22. října 2018     | 8. února 2019  |
| 17           | 6         | Extra Innings                    | Extra směna                  | Sudz Sutherland | John Callaghan         | 29. října 2018     | 11. února 2019 |
| 18           | 7         | 50 Shades of Greyson             | Něco nekalého                | Cal Coons       | Jessie Gabe            | 5. listopadu 2018  | 12. února 2019 |
| 19           | 8         | Diamonds are a Gal's Best Friend | Holky mají diamanty nejradši | Peter Stebbings | Carol Hay              | 12. listopadu 2018 | 13. února 2019 |
| 20           | 9         | Dealer's Choice                  | Dealerova volba              | Ruba Nadda      | John Callaghan         | 19. listopadu 2018 | 14. února 2019 |
| 21           | 10        | Now You See Her                  | Žádná iluze                  | Ruba Nadda      | James Hurst            | 26. listopadu 2018 | 15. února 2019 |

### Třetí řada (2019)
| Č. v seriálu | Č. v řadě | Původní název               | Český název              | Režie          | Scénář                            | Premiéra v Kanadě  | Premiéra v ČR   |
| ------------ | --------- | --------------------------- | ------------------------ | -------------- | --------------------------------- | ------------------ | --------------- |
| 22           | 1         | No Friends Like Old Friends | Není nad staré kamarádky | Ruba Nadda     | Carol Hay                         | 16. září 2019      | 7. ledna 2020   |
| 23           | 2         | Counterpunch                | Protiúder                | Mina Shum      | John Callaghan a Keri Ferencz     | 23. září 2019      | 14. ledna 2020  |
| 24           | 3         | School Ties, School Lies    | Vražda v soukromé škole  | Rubba Nada     | Jennifer Kassabian                | 30. září 2019      | 21. ledna 2020  |
| 25           | 4         | A Brother in Arms           | Nevlastní bratr          | Mina Shum      | Karen Hill a Ley Lukins           | 7. října 2019      | 28. ledna 2020  |
| 26           | 5         | Things Better Left Dead     | Seance                   | Rubba Nadda    | Cal Coons                         | 14. října 2019     | 4. února 2020   |
| 27           | 6         | Life on the Line            | Tajné odposlouchávání    | Stephen Reizes | Keri Ferencz                      | 28. října 2019     | 11. února 2020  |
| 28           | 7         | Out on a Limb               | V roli tanečnice         | Ruba Nadda     | Carol Hay                         | 4. listopadu 2019  | 18. února 2020  |
| 29           | 8         | Ward of the Roses           | Útok na političku        | Stephen Reizes | Andrew Burrows-Trotman            | 11. listopadu 2019 | 25. února 2020  |
| 30           | 9         | A History of Violins        | Historie houslí          | Cal Coons      | John Callaghan                    | 25. listopadu 2019 | 3. března 2020  |
| 31           | 10        | A Sunshine State of Mind    | Ukradené peníze          | Rubba Nadda    | Jennifer Kassabian a Keri Ference | 2. prosince 2019   | 10. března 2020 |

### Čtvrtá řada (2021)
| Č. v seriálu | Č. v řadě | Původní název           | Český název               | Režie            | Scénář                                    | Premiéra v USA | Premiéra v ČR   |
| ------------ | --------- | ----------------------- | ------------------------- | ---------------- | ----------------------------------------- | -------------- | --------------- |
| 32           | 1         | Scavenger Hunt          | Hledání pokladu           | Eleanore Lindo   | Mary Pedersen                             | 4. ledna 2021  | 23. března 2021 |
| 33           | 2         | Prince in Exile         | Princ ve vyhnanství       | Eleanore Lindo   | Peter Mitchell                            | 11. ledna 2021 | 30. března 2021 |
| 34           | 3         | The Girls Can't Help It | Holky si nemůžou pomoct   | Gary Harvey      | Mary Pederson                             | 18. ledna 2021 | 6. dubna 2021   |
| 35           | 4         | A Most Foiled Assault   | Jak nejlépe odvrátit útok | Gary Harvey      | Jennifer Kassabian                        | 25. ledna 2021 | 13. dubna 2021  |
| 36           | 5         | Ghost in the Machine    | Duch ve stroji            | R.T. Thorne      | Keri Ferencz                              | 1. února 2021  | 20. dubna 2021  |
| 37           | 6         | The Guilty Party        | Viník                     | R.T. Thorne      | Carol Hay                                 | 8. února 2021  | 27. dubna 2021  |
| 38           | 7         | Life is a Cabaret       | Život je kabaret          | Bosede Williams  | Keri Ferencz a Sharron Matthews           | 15. února 2021 | 4. května 2021  |
| 39           | 8         | Sweet Justice           | Sladká spravedlnost       | Bosede Williams  | Jennifer Kassabian a Robina Lord-Stafford | 22. února 2021 | 11. května 2021 |
| 40           | 9         | Showstoppers            | Muzikálový virus          | Peter Stebbings  | Peter Mitchell a Rebecca Liddiard         | 1. března 2021 | 18. května 2021 |
| 41           | 10        | A Family Affair         | Rodinná záležitost        | Harvey Crossland | Jennifer Kassabian a Keri Ferencz         | 8. března 2021 | 25. května 2021 |